# Frauke Schäfer
Frauke Schäfer (* vor 1999 in Frankenthal) ist eine deutsche Opernsängerin (Sopran).

## Leben
Frauke Schäfer studierte an der Hochschule für Musik und darstellende Kunst Wien bei Walter Berry und Elisabeth Schwarzenberg.
Sie war am Theater St. Gallen und der Oper Frankfurt engagiert. Außerdem gastierte sie an der Wiener Kammeroper, der Wiener Volksoper, der Bühne Baden, den Theatern von Bonn, Erfurt, Freiburg, St. Gallen, Klagenfurt, dem Landestheater Linz, dem Nationaltheater Mannheim und der Staatsoperette Dresden. Darüber hinaus wurde die Sängerin zu zahlreichen internationalen Festivals eingeladen. Eine rege Konzerttätigkeit im Oratorienbereich vom Barock bis zur Moderne, Liederabende, Tourneen sowie Rundfunk- und Fernsehaufnahmen führten die Sängerin nach Österreich, Dänemark, Frankreich, Finnland, Korea, Ungarn und in die Schweiz.

## Repertoire
Oper
- Teofane in Teofane von Antonio Lotti
- Gräfin in Die Hochzeit des Figaro
- Servilia in La clemenza di Tito
- Marzelline in Fidelio
- Agathe in Der Freischütz
- Giannetta in Der Liebestrank
- Baronin in Der Wildschütz
- Marie in Die verkaufte Braut
- Gretel in Hänsel und Gretel
- Sophie in Werther

Operette
- Baronin Gondremarck in Pariser Leben
- Rosalinde in Die Fledermaus
- Gräfin Gabriele in Wiener Blut
- Laura in Der Bettelstudent
- Carlotta in Gasparone
- Kurfürstin in Der Vogelhändler
- Helene in Ein Walzertraum
- Hanna Glawari in Die lustige Witwe
- die Titelrolle in Friederike
- Elisabeth in Schön ist die Welt
- Lisa in Das Land des Lächelns
- Kondja in Die Rose von Stambul
- Helena Zaremba in Polenblut
- die Titelrolle in Gräfin Mariza
- Fedora in Die Zirkusprinzessin
- Julia in Der Vetter aus Dingsda
- die Titelrolle in Clivia